# Casalini

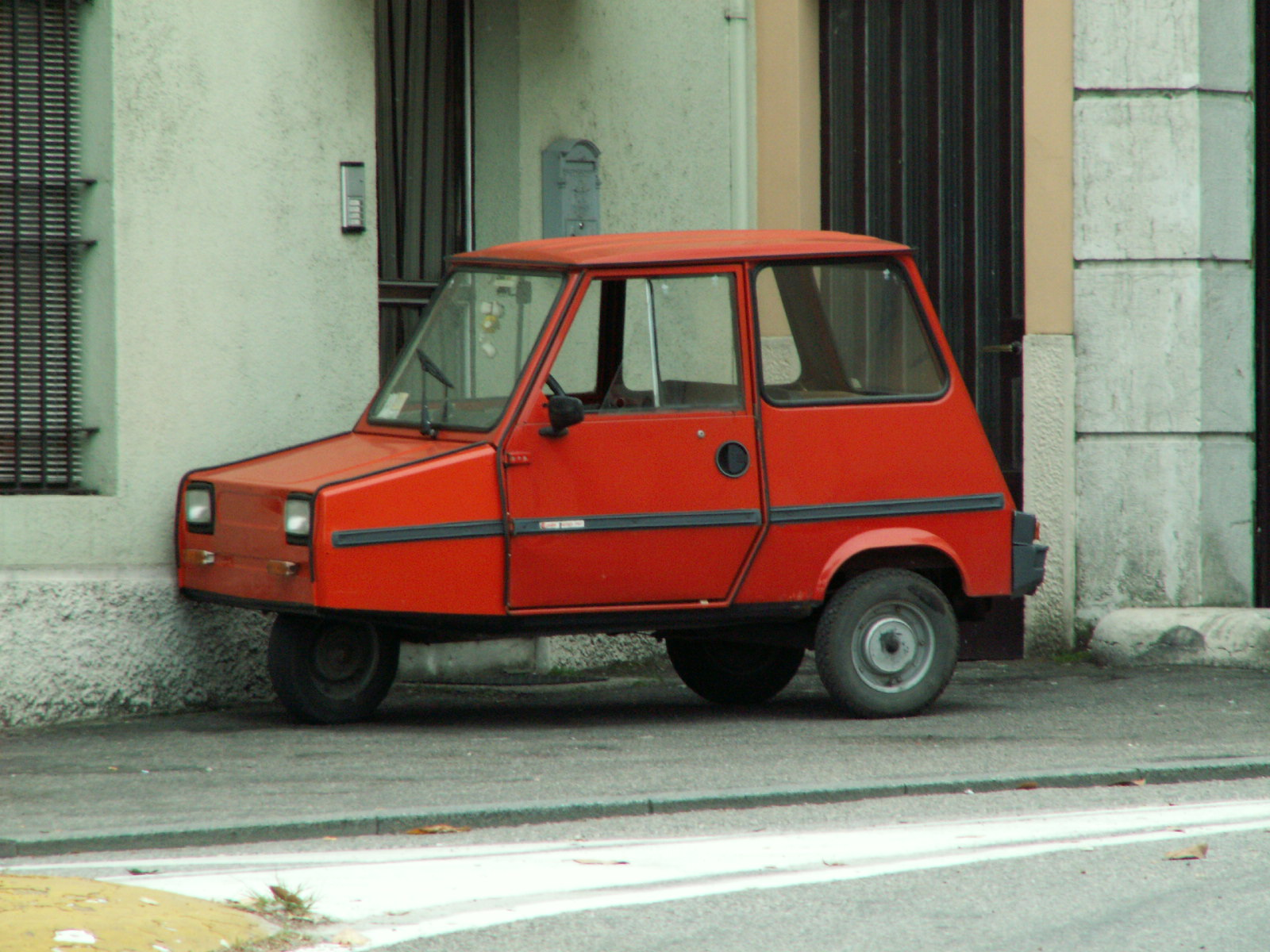
Casalini Sulky

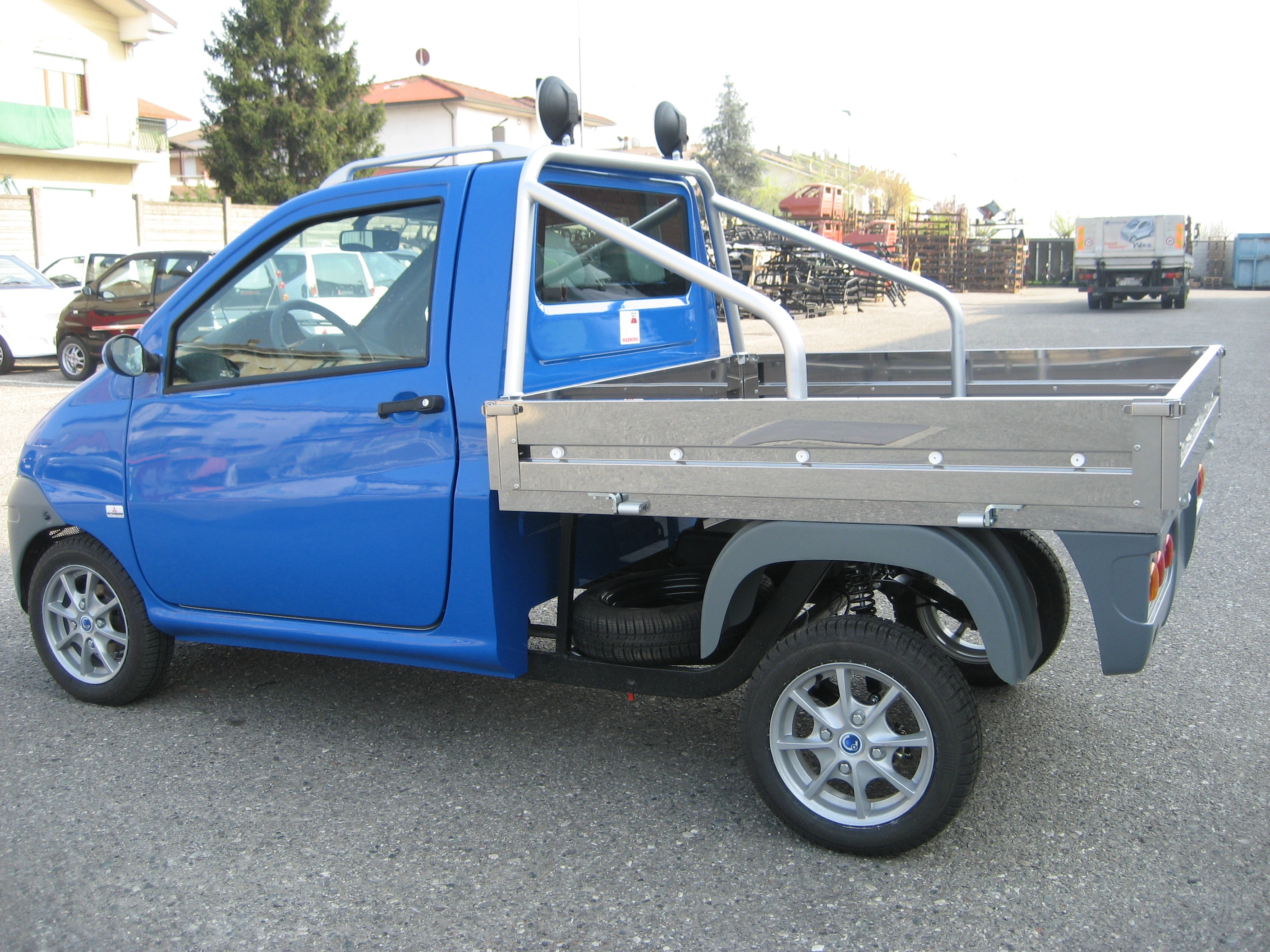
Casalini Sulky

Casalini är ett italienskt företag grundat 1939, som tillverkar mopeder och mopedbilar. Casalini S.r.l. är världens äldsta mopedbilstillverkare. Casalinifabriken ligger i Piacenza.
Casalini mopedbilar tillverkas med en säkerhetskaross i glasfiberarmerad plast. Motorn är på 635 cc med en dieselmotor tillverkad av Mitsubishi.
Fabriken producerade trehjulade cyklar och mopedcyklar fram till det sena sextiotalet. Den första mopedbilen rullade av bandet 1969, nämligen den så kallade Sulky. Den egentliga produktionen började först 1971 och modellen vände sig i första hand till personer, som av någon orsak inte hade körkort - motorn var då på mindre än 50 kubik. Den första Sulkymodellen producerades i stora kvantiteter i en produktionsserie på över 10.000 exemplar. I och med att Italien accepterade Europadirektiv 92/61, började Casalini S.r.l. att producera lätta fyrhjulingar. Den första av dessa var Kore 500. Den tekniska och estetiska utvecklingen tog sig genom följande stadier: Sulkydea (1996), Ydea (2000), Sulkydea LV (2004) och Sulky (2008). Nyligen har två transport- och fritidsfordon lagts till produktionen: Kerry och Pickup. två andra samarbetspartners levererar till Casalini S.r.l. i samband med produktionen av Sulky, Kerry och Pickup: Mech-Plant S.r.l., som arbetar med metallisk komposition och Target S.r.l., som producerar plast och ABS-plast (akrylplast). Sulky (numera M10), Kerry (numera Sulky car) och pickup har en extremt stark struktur, som har fästs på en ram av rostfritt stål. Den passiva och aktiva säkerheten har därför höjts. Stora glasytor ger bra sikt och 4 skivbromsar och bra gasdämpare ger bra köregenskaper. En fartbegränsning på 45 km/t förbättrar ytterligare säkerheten. Casalini finns på all EU länders hemmarknader.